# 凱旋式のファスティ

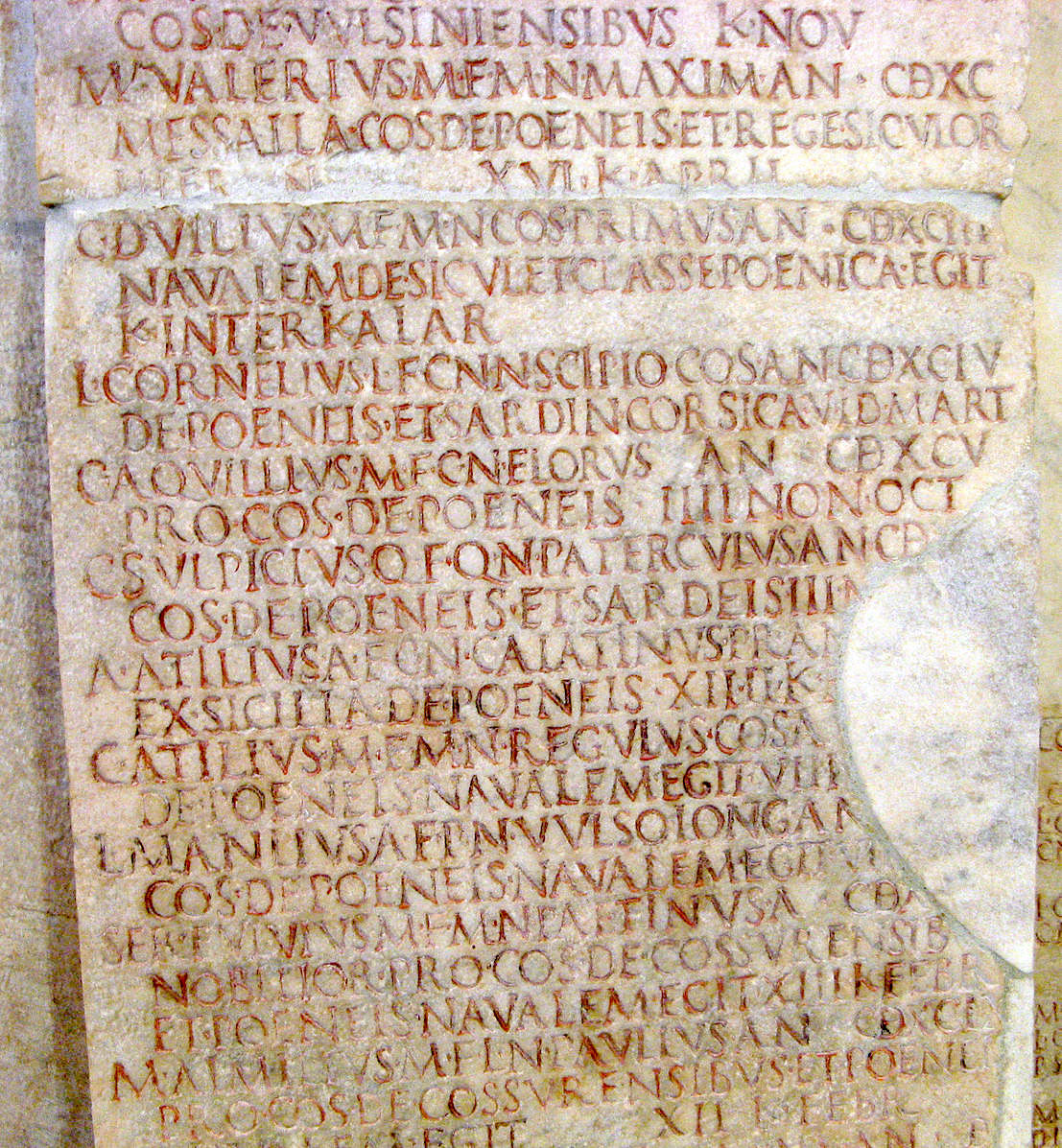
凱旋式のファスティのセグメントXX。第一次ポエニ戦争部分

凱旋式のファスティ（がいせんしきのファスティ、ラテン語: Fasti Triumphales / Acta Triumphalia）は、アウグストゥス帝統治下の紀元前19年頃、フォルム・ロマヌムに建てられたアクティウムの海戦記念凱旋門につけられたと考えられている石版である。石版には凱旋式を実施した指揮官の名前とその素性、勝利した相手または場所、実施日、が記録されている。一部の欠損はあるが、紀元前753年の半ば神話的なロームルスの凱旋式から、紀元前19年のプロコンスル（執政官代理）であるルキウス・コルネリウス・バルブスの凱旋式までが記載されている。
ローマ帝国崩壊後は地中に埋もれていたが、16世紀の中頃におそらくは偶然に発見され、修復が進められた。現在はカピトリーノ美術館に展示されている。4つの石版から構成されており、それぞれローマ建国紀元元年-452年、453年-532年、533年-625年、628年-735年に実施された凱旋式が記録されている。
なお、一部に欠損部分があるが、他の資料で凱旋式実施が確認できるものは罫線で囲んで示した。

## 王政時代
- 紀元前752年：ロームルス、初代ローマ王、対カエニナ（3月1日）
- 紀元前752年：ロームルス（2回め）、初代ローマ王、対アンテムナエ
- 11行欠損
- 不明：アンクス・マルキウス、第4代ローマ王、対ウェイイ
- 不明：タルクィニウス・プリスクス、第5代ローマ王、対ラティウム（7月1日）
- 紀元前588年：タルクィニウス・プリスクス（2回め）、第5代ローマ王、対エトルリア（4月1日）
- 紀元前585年：タルクィニウス・プリスクス（3回め）、第5代ローマ王、対サビニ（9月13日）
- 紀元前571年：セルウィウス・トゥッリウス、第6代ローマ王、対エトルリア（11月25日）
- 紀元前567年：セルウィウス・トゥッリウス（2回め）、第6代ローマ王、対エトルリア（5月25日）
- 不明：セルウィウス・トゥッリウス（3回め）、第6代ローマ王、対エトルリア
- 不明：タルクィニウス・スペルブス、第7代ローマ王、対ウォルスキ
- 不明：タルクィニウス・スペルブス（2回め）、第7代ローマ王、対サビニ

## 紀元前6世紀
- 紀元前509年：プブリウス・ウァレリウス・プブリコラ、執政官、対ウェイイ、タルクィニア(シルウァ・アルシアの戦い)（3月1日）
- 紀元前505年：マルクス・ウァレリウス・ウォルスス、執政官、対サビニ
- 紀元前505年：プブリウス・ポストゥミウス・トゥベルトゥス、執政官、対サビニ
- 紀元前504年：プブリウス・ウァレリウス・プブリコラ（2回め）、執政官、対サビニ、ウェイイ（5月）
- 紀元前503年：プブリウス・ポストゥミウス・トゥベルトゥス（2回め）、執政官、対サビニ（小凱旋式)（4月3日）
- 紀元前503年：アグリッパ・メネニウス・ラナトゥス、執政官、対サビニ（4月4日）
- 紀元前502年：スプリウス・カッシウス・ウェケッリヌス、執政官、対サビニ

## 紀元前5世紀
- 紀元前496年：アウルス・ポストゥミウス・アルブス・レギッレンシス、独裁官、対ラティウム（レギッルス湖畔の戦い）
- 紀元前494年：マニウス・ウァレリウス・マクシムス、独裁官、対サビニ、メドゥリニ
- 6行欠損
- 紀元前486年：スプリウス・カッシウス・ウェケッリヌス（2回め）、執政官、対ウォルスキ、ヘルニキ
- 紀元前475年：プブリウス・ウァレリウス・プブリコラ、執政官、対ウェイイ、サビニ（5月1日）
- 紀元前474年：アウルス・マンリウス・ウルソ、執政官、対ウェイイ（小凱旋式）（3月15日）
- 紀元前468年：ティトゥス・クィンクティウス・カピトリヌス・バルバトゥス、執政官、対ウォルスキ、アンティウム
- 紀元前462年：ルキウス・ルクレティウス・トリキピティヌス、執政官、対アエクイ、ウォルスキ
- 紀元前462年：ティトゥス・ウェトゥリウス・ゲミヌス・キクリヌス、執政官、対アエクイ、ウォルスキ（小凱旋式）
- 紀元前459年：クィントゥス・ファビウス・ウィブラヌス、執政官、対アエクイ、ウォルスキ（5月）
- 紀元前459年：ルキウス・コルネリウス・マルギネンシス・ウリティヌス、執政官、対ウォルスキ、アンティウム（5月12日）
- 紀元前458年：ルキウス・クィンクティウス・キンキナトゥス、独裁官、対アエクイ（9月13日）
- 紀元前449年：ルキウス・ウァレリウス・ポティトゥス、執政官、対アエクイ（8月13日）
- 紀元前449年：マルクス・ホラティウス・バルバトゥス、執政官、対サビニ（8月24日）
- 紀元前443年：マルクス・ゲガニウス・マケリヌス、執政官、対ウォルスキ（9月5日）
- 紀元前437年：マルクス・ウァレリウス・マクシムス・ラクトゥカ、執政官、対不明（8月13日）
- 25行欠損

## 紀元前4世紀
- 紀元前376年：マルクス・フリウス・カミルス、独裁官、対ガリア（11月）
- 紀元前361年：ティトゥス・クィンクティウス・ポエヌス・カピトリヌス・クリスピヌス、独裁官、対ガリア
- 紀元前361年：ガイウス・スルピキウス・ペティクス、執政官、対ヘルニキ
- 紀元前360年：ガイウス・ポエテリウス・リボ・ウィソルス、執政官、対ガリア、ティブル（7月29日）
- 紀元前360年：マルクス・ファビウス・アンブストゥス、執政官、対ヘルニキ（小凱旋式）（9月5日）
- 紀元前358年：ガイウス・スルピキウス・ペティクス（2回め）、独裁官、対ガリア（5月7日）
- 紀元前358年：ガイウス・プラウティウス・プロクルス、執政官、対ヘルニキ（5月15日）
- 紀元前357年：ガイウス・マルキウス・ルティルス、執政官、対プリウェルヌム
- 紀元前356年：ガイウス・マルキウス・ルティルス（2回め）、独裁官、対エトルリア（5月6日）
- 紀元前354年：マルクス・ファビウス・アンブストゥス（2回め）、執政官、対ティブル（6月3日）
- 紀元前350年：マルクス・ポピッリウス・ラエナス、執政官、対ガリア、クイリナリア（2月17日）
- 紀元前346年：マルクス・ウァレリウス・コルウス、執政官、対アンティウムのウォルスキ、サトゥリクム（2月1日）
- 紀元前343年：マルクス・ウァレリウス・コルウス（2回め）、執政官、対サムニウム（9月21日）（スエッスラの戦い）
- 紀元前343年：アウルス・コルネリウス・コッスス・アルウィナ、執政官、対サムニウム（9月22日）（サティキュラの戦い）
- 紀元前340年：ティトゥス・マンリウス・インペリオスス・トルクァトゥス、執政官、対ラティウム、カンパニア、シディキニ、アウルンキ（5月18日）
- 紀元前339年：クィントゥス・プブリリウス・ピロ、執政官、対ラティウム（1月13日）
- 紀元前338年：ルキウス・フリウス・カミッルス、執政官、対ペドゥム、ティブル（9月27日）
- 紀元前338年：ガイウス・マエニウス、執政官、対ペドゥム、ティブル（9月27日）
- 紀元前335年：マルクス・ウァレリウス・コルウス（3回め）、執政官、対カレニ（3月15日）
- 紀元前329年：ルキウス・アエミリウス・マメルキヌス・プリウェルナス、執政官、対プリウェルヌム（3月1日）
- 紀元前329年：ガイウス・プラウティウス・デキアヌス、執政官、対プリウェルヌム（3月1日）
- 紀元前326年：クィントゥス・プブリリウス・ピロ（2回め）、前執政官、対サムニウム、パルテノペ（3月1日）（ネアポリス占領）
- 紀元前324年：ルキウス・パピリウス・クルソル、独裁官、対サムニウム（3月5日）
- 紀元前322年：ルキウス・フルウィウス・コルウス、執政官、対サムニウム、クイナリア（2月17日）
- 紀元前322年：クィントゥス・ファビウス・マクシムス・ルリアヌス、執政官、対サムニウム、アプリア（2月18日）
- 紀元前319年：ルキウス・パピリウス・クルソル（2回め）、執政官、対サムニウム（8月21日）
- 紀元前314年：ガイウス・スルピキウス・ロングス、執政官、対サムニウム（7月1日）
- 紀元前312年：マルクス・ウァレリウス・マクシムス・コッリヌス、執政官、対サムニウム、ソラニ（8月13日）
- 紀元前311年：ガイウス・ユニウス・ブブルクス・ブルトゥス、執政官、対サムニウム（8月5日）
- 紀元前311年：クィントゥス・アエミリウス・バルブラ、執政官、対エトルリア（8月13日）
- 紀元前309年：ルキウス・パピリウス・クルソル（3回め）、独裁官、対サムニウム（10月15日）
- 紀元前309年：クィントゥス・ファビウス・マクシムス・ルリアヌス（2回め）、前執政官、対エトルリア（11月13日）
- 紀元前306年：クィントゥス・マルキウス・トレムルス、執政官、対アナグニア、ヘルニキ（6月29日）
- 紀元前305年：マルクス・フルウィウス・クルウス・パエティヌス、執政官、対サムニウム（10月5日）
- 紀元前304年：プブリウス・センプロニウス・ソプス、執政官、対アエクイ（9月24日）
- 紀元前304年：プブリウス・スルピキウス・サウェッリオ、執政官、対サムニウム（10月29日）
- 紀元前302年：ガイウス・ユニウス・ブブルクス・ブルトゥス（2回め）、独裁官、対アエクイ（7月30日）
- 紀元前301年：マルクス・ウァレリウス・コルウス（4回め）、独裁官、対エトルリア、マルシ（11月21日）

## 紀元前3世紀
- 紀元前299年：マルクス・フルウィウス・パエティヌス、執政官、対サムニウム、ネクィヌム（9月24日）
- 紀元前298年：グナエウス・フルウィウス・マクシムス・ケントゥマルス、執政官、対サムニウム、エトルリア（11月13日）
- 紀元前295年：クィントゥス・ファビウス・マクシムス・ルリアヌス（3回め）、執政官、対サムニウム、エトルリア、ガリア（センティヌムの戦い）（9月4日）
- 紀元前294年：ルキウス・ポストゥミウス・メゲッルス、執政官、対サムニウム、エトルリア（3月27日）
- 紀元前294年：マルクス・アティリウス・レグルス、執政官、対ウォルシニ、サムニウム（3月28日）
- 紀元前293年：スプリウス・カルウィリウス・マクシムス、執政官、対サムニウム（1月13日）
- 紀元前293年：ルキウス・パピリウス・クルソル、執政官、対サムニウム（2月13日）
- 紀元前291年：クィントゥス・ファビウス・マクシムス・グルゲス、前執政官、対サムニウム
- 21行欠損
- 紀元前282年：ガイウス・ファブリキウス・ルスキヌス、執政官、対サムニウム、ルカニア、ブルッティ（2月13日）
- 紀元前281年：クィントゥス・マルキウス・ピリップス、執政官、対エトルリア（4月1日）
- 紀元前280年：ティベリウス・コルンカニウス、執政官、対ウルシニ（2月1日）
- 紀元前280年：ルキウス・アエミリウス・バルブラ、前執政官、対ターレス、サムニウム、メサッピア（7月10日）
- 紀元前278年：ガイウス・ファブリキウス・ルスキヌス（2回め）、執政官、対ルカニア、ブルティウム、ターレス、サムニウム（12月13日）
- 紀元前277年：ガイウス・ユニウス・ブブルクス・ブルトゥス、執政官、対ルカニア、ブルティウム（1月5日）
- 紀元前276年：クィントゥス・ファビウス・マクシムス・グルゲス（2回め）、執政官、対サムニウム、ルカニア、ブルティウム、クィリナリア（2月17日）
- 紀元前275年：マニウス・クリウス・デンタトゥス （4回め）、執政官、対サムニウム、エペイロス王ピュロス（ベネウェントゥムの戦い）（2月）
- 紀元前275年：ルキウス・コルネリウス・レントゥルス・カウディヌス、執政官、対サムニウム、ルカニア（3月1日）
- 紀元前273年：ガイウス・クラウディウス・カニナ、執政官、対ルカニア、サムニウム、ブルティウム、クィリナリア（2月17日）
- 紀元前272年：スプリウス・カルウィリウス・マクシムス（2回め）、執政官、対サムニウム、ルカニア、ブルティウム、ターレス
- 紀元前272年：ルキウス・パピリウス・クルソル（2回め）、執政官、対ターレス、ルカニア、サムニウム、ブルティウム
- 紀元前270年：グナエウス・コルネリウス・ブラシオ（2回め）、執政官、対レギオン
- 紀元前268年：プブリウス・センプロニウス・ソプス、執政官、対ピケニ
- 紀元前268年：アッピウス・クラウディウス・ルッスス、執政官、対ピケニ
- 紀元前267年：マルクス・アティリウス・レグルス、執政官、対メサッピア（1月23日）
- 紀元前267年：ルキウス・ユリウス・リボ、執政官、対メサッピア（1月23日）
- 紀元前266年：デキムス・ユニウス・ペラ、執政官、対サルシナ（9月26日）
- 紀元前266年：ヌメリウス・ファビウス・ピクトル、執政官、対サルシナ（10月5日）
- 紀元前266年：ヌメリウス・ファビウス・ピクトル（2回め）、執政官、対メサッピア（2月1日）
- 紀元前266年：デキムス・ユニウス・ペラ（2回め）、執政官、対メサッピア（2月5日）
- 紀元前264年：マルクス・フルウィウス・フラックス、執政官、対ウォルシニ（11月1日）
- 紀元前263年：マニウス・ウァレリウス・マクシムス・メッサッラ、執政官、対カルタゴ、シュラクサイ僭主ヒエロン2世（3月17日）
- 紀元前260年：ガイウス・ドゥイリウス、執政官、対シケリア、カルタゴ海軍（ミラエ沖の海戦）
- 紀元前259年：ルキウス・コルネリウス・スキピオ、執政官、対カルタゴ、サルディニア、コルシカ（3月11日）
- 紀元前258年：ガイウス・アクィッリウス・フロルス、前執政官、対カルタゴ（10月4日）
- 紀元前258年：ガイウス・スルピキウス・パテルクルス、執政官、対カルタゴ、サルディニア（スルキ沖の海戦）（10月5日）
- 紀元前257年：アウルス・アティリウス・カラティヌス、法務官、対シケリア、カルタゴ海軍（1月17日）
- 紀元前257年：ガイウス・アティリウス・レグルス・セッラヌス、執政官、対カルタゴ海軍（ティンダリス沖の海戦）
- 紀元前256年：ルキウス・マンリウス・ウルソ・ロングス、執政官、対カルタゴ海軍（エクノモス岬沖の海戦）
- 紀元前254年：セルウィウス・フルウィウス・パエティヌス・ノビリオル、前執政官、対カルタゴ海軍（1月18日）
- 紀元前254年：マルクス・アエミリウス・パウッルス、前執政官、対カルタゴ海軍（1月19日）
- 紀元前253年：グナエウス・コルネリウス・スキピオ・アシナ、前執政官、対カルタゴ（3月23日）
- 紀元前253年：ガイウス・センプロニウス・ブラエスス、執政官、対カルタゴ（4月1日）
- 紀元前252年：ガイウス・アウレリウス・コッタ、執政官、対カルタゴ、シケリア（4月13日）
- 紀元前250年：ルキウス・カエキリウス・メテッルス、前執政官、対カルタゴ（パノルムスの戦い）（9月7日）
- 紀元前241年：ガイウス・ルタティウス・カトゥルス、前執政官、対カルタゴ海軍（アエガテス諸島沖の海戦）（10月4日）
- 紀元前241年：クィントゥス・ウァレリウス・ファルト、前法務官、対カルタゴ海軍（アエガテス諸島沖の海戦）（10月6日）
- 紀元前241年：クィントゥス・ルタティウス・ケルコ、執政官、対ファルスキ（3月1日）
- 紀元前241年：アウルス・マンリウス・トルクァトゥス・アッティクス、執政官、対ファルスキ（3月4日）
- 紀元前236年：プブリウス・コルネリウス・レントゥルス・カウディヌス、執政官、対リグリア
- 紀元前235年：ティトゥス・マンリウス・トルクァトゥス、執政官、対サルディニア（3月10日）
- 紀元前234年：スプリウス・カルウィリウス・マクシムス・ルガ、執政官、対サルディニア（4月1日）
- 紀元前233年：クィントゥス・ファビウス・マクシムス・ウェッルコスス、執政官、対リグリア（2月1日）
- 紀元前233年：マニウス・ポンポニウス・マト、執政官、対サルディニア（3月15日）
- 紀元前231年：ガイウス・パピリウス・マソ、執政官、対コルシカ（最初のアルバ山の凱旋式）（3月5日）
- 紀元前228年：グナエウス・フルウィウス・ケントゥマルス、前執政官、対イリュリア海軍（6月21日）
- 紀元前225年：ルキウス・アエミリウス・パプス、執政官、対ガリア（3月5日）
- 紀元前223年：ガイウス・フラミニウス、執政官、対ガリア（3月10日）
- 紀元前223年：プブリウス・フリウス・ピルス、執政官、対ガリア、リグリア（3月12日）
- 紀元前222年：マルクス・クラウディウス・マルケッルス、前執政官、対ガリア（スポリア・オピーマを得る）、ゲルマニア（3月1日）
- 数行欠落

## 紀元前2世紀
- 紀元前197年：クィントゥス・ミヌキウス・ルフス、執政官、対ガリア、リグリア（アルバ山凱旋式）
- 紀元前196年：マルクス・クラウディウス・マルケッルス、執政官、対ガリア（インスブリ族）（3月4日）
- 紀元前196年：グナエウス・コルネリウス・ブラシオ、臨時指揮権、対ケルティベリア（小凱旋式）
- 紀元前195年：マルクス・ヘルウィウス・ブラシオ、前法務官、対ケルティベリア（小凱旋式）
- 紀元前195年：クィントゥス・ミヌキウス・テルムス、前法務官、於遠ヒスパニア
- 紀元前194年：マルクス・ポルキウス・カト・ケンソリウス、前執政官、於近ヒスパニア
- 紀元前194年：ティトゥス・クィンクティウス・フラミニヌス、前執政官、於マケドニア（アオウスの戦い）
- 紀元前191年：マルクス・フルウィウス・ノビリオル、前法務官、於遠ヒスパニア（12月16日）
- 紀元前191年：プブリウス・コルネリウス・スキピオ・ナシカ、執政官、対ガリア
- 紀元前189年：ルキウス・アエミリウス・レギッルス、前法務官、於シリア（ミュオネッソスの海戦）（2月1日）
- 紀元前189年：ルキウス・コルネリウス・スキピオ・アシアティクス、前執政官、於シリア（マグネシアの戦い）（2月28日）
- 紀元前188年：クィントゥス・ファビウス・ラベオ、法務官、於シリア（海戦）（2月5日）
- 紀元前187年：マルクス・フルウィウス・ノビリオル（2回め）、執政官、対アイトーリア、ケファロニア（12月21日）
- 紀元前187年：グナエウス・マンリウス・ウルソ、執政官、於ガラティア（3月5日）
- 約19行欠落

- 紀元前178年：ティベリウス・センプロニウス・グラックス・マイヨル、前法務官、対ケルティベリア（第一次ケルティベリア戦争）（2月3日）
- 紀元前178年：ルキウス・ポストゥミウス・アルビヌス、前法務官、於ルシタニア、ヒスパニア（2月4日）
- 紀元前177年：ガイウス・クラウディウス・プルケル、執政官、対イストリア、リグリア
- 紀元前175年：ティベリウス・センプロニウス・グラックス・マイヨル（2回め）、前執政官、於サルディニア、テルミナリア（2月23日）
- 紀元前175年：マルクス・ティティニウス・クルウス、前法務官、於近ヒスパニア
- 紀元前175年：マルクス・アエミリウス・レピドゥス、執政官、対リグリア（3月12日）
- 紀元前175年：プブリウス・ムキウス・スカエウォラ、執政官、対リグリア（3月12日）
- 紀元前174年：アッピウス・クラウディウス・ケント、前法務官、於ヒスパニア（小凱旋式）（10月1日）
- 紀元前172年：ガイウス・キケレイウス、前法務官、於コルシカ（アルバ山凱旋式）（3月1日）
- 紀元前167年：ルキウス・アエミリウス・パウルス・マケドニクス（2回め）、前執政官、於マケドニア（対ペルセウス王、ピュドナの戦い）（11月27日 - 29日）
- 紀元前167年：グナエウス・オクタウィウス、前法務官、於マケドニア（海戦）（12月1日）
- 紀元前167年：ルキウス・アニキウス・ガッルス、前法務官、対イリュリア（ゲンティウス王）（2月17日）
- 紀元前166年：マルクス・クラウディウス・マルケッルス、執政官、対ガリア、リグリア、エレアテ
- 紀元前166年：ガイウス・スルピキウス・ガッルス、執政官、対リグリア（2月20日）
- 紀元前158年：マルクス・フルウィウス・ノビリオル、前執政官、対リグリア、エレアテ（8月19日）
- 紀元前155年：マルクス・クラウディウス・マルケッルス（2回め）、執政官、対不明
- 紀元前155年：プブリウス・コルネリウス・スキピオ・ナシカ・コルクルム、執政官、対ダルマティア
- 約33行欠落

- 紀元前129年：ガイウス・センプロニウス・トゥディタヌス、執政官、対イアピデス（イストリア）（10月1日）
- 紀元前126年：マニウス・アクィッリウス、前執政官、於アシア（11月11日）
- 紀元前123年：マルクス・フルウィウス・フラックス、前執政官、対リグリア、ウォコンティイ、サルウィイ
- 紀元前122年：ガイウス・セクスティウス・カルウィヌス、前執政官、対リグリア、ウォコンティイ、サルウィイ
- 紀元前122年：ルキウス・アウレリウス・オレステス、前執政官、於サルディニア（12月8日）
- 紀元前121年：クィントゥス・カエキリウス・メテッルス・バリアリクス、前執政官、対バレアレス
- 紀元前121年：クィントゥス・ファビウス・マクシムス・アッロブリギクス、前執政官、対アッロブログ、アルウェルニ王ビトゥイトゥス
- 紀元前121年：グナエウス・ドミティウス・アヘノバルブス、前執政官、対ガリア（アルウェルニ）
- 紀元前117年：ルキウス・カエキリウス・メテッルス・ダルマティクス、前執政官、対ダルマティア
- 紀元前117年：クィントゥス・マルキウス・レクス、前執政官、対リグリア（12月3日）
- 紀元前115年：マルクス・アエミリウス・スカウルス、執政官、対ガリア（カルニア）（12月）
- 紀元前111年：マルクス・カエキリウス・メテッルス、前執政官、於サルディニア（7月15日）
- 紀元前111年：ガイウス・カエキリウス・メテッルス・カプラリウス、前執政官、於トラキア（7月15日）
- 紀元前110年：マルクス・リウィウス・ドルスス、前執政官、対スコルディスキ、マケドニア（5月1日）
- 紀元前107年：クィントゥス・セルウィリウス・カエピオ、執政官代理、於遠ヒスパニア（10月28日）
- 紀元前106年：クィントゥス・カエキリウス・メテッルス・ヌミディクス、前執政官、対ヌミディア王ユグルタ（ユグルタ戦争）
- 紀元前106年：マルクス・ミヌキウス・ルフス、前執政官、対スコルディスキ、トラキア
- 紀元前104年：ガイウス・マリウス、執政官、対ヌミディア王ユグルタ（ユグルタ戦争）
- 11行欠落

## 紀元前1世紀
- 紀元前98年：ルキウス・コルネリウス・ドラベッラ、執政官代理、於遠ヒスパニア（ルシタニア）（1月26日）
- 紀元前93年：ティトゥス・ディディウス（2回め）、前執政官、於ヒスパニア（ケルティベリ）（6月10日）
- 紀元前93年：プブリウス・リキニウス・クラッスス、前執政官、対ルシタニア（6月12日）
- 紀元前89年：グナエウス・ポンペイウス・ストラボ、執政官、対アスクルム
- 紀元前88年：プブリウス・セルウィリウス・ウァティア・イサウリクス、前法務官、対不明（10月21日）
- 紀元前81年：ルキウス・コルネリウス・スッラ、独裁官、対ポントス王ミトリダテス6世（1月27日、28日）
- 紀元前81年：ルキウス・リキニウス・ムレナ、前法務官、対ポントス王ミトリダテス6世（第二次ミトリダテス戦争）
- 約30行欠落

- 紀元前62年：クィントゥス・カエキリウス・メテッルス・クレティクス、前執政官、於クレーテ
- 紀元前61年：グナエウス・ポンペイウス（3回め）、前執政官、於アシア、ポントゥス、アルメニア、パフラゴニア、カッパドキア、キリキア、シリア、スキタイ、ユダヤ、アルバニアおよび海賊（9月28日、29日）
- 紀元前54年：ガイウス・ポンプティヌス、前法務官、対アロブログ（11月2日）
- 約16行欠落

- 紀元前45年：クィントゥス・ファビウス・マクシムス、執政官、於ヒスパニア（10月13日）
- 紀元前45年：クィントゥス・ペディウス、執政官代理、於ヒスパニア（12月13日）
- 紀元前44年：ガイウス・ユリウス・カエサル（6回め）、独裁官、於（アルバ山凱旋式）（12月13日）
- 紀元前43年：ルキウス・ムナティウス・プランクス、執政官代理、於ガリア（12月29日）
- 紀元前43年：マルクス・アエミリウス・レピドゥス、前執政官、於ヒスパニア（12月31日）
- 紀元前42年：プブリウス・ウァティニウス、前執政官、於イリュリクム（7月31日）
- 紀元前41年：ルキウス・アントニウス、執政官、於アルプス（1月1日）
- 紀元前40年：オクタウィアヌス、国家再建三人委員、アントニウスとの和解を祝う小凱旋式
- 紀元前40年：マルクス・アントニウス、国家再建三人委員、オクタウィアヌスとの和解を祝う小凱旋式
- 紀元前39年：ルキウス・マルキウス・ケンソリヌス、執政官、於マケドニア（1月1日）
- 紀元前39年：ガイウス・アシニウス・ポッリオ、前執政官、於パルシニ（10月25日）
- 紀元前38年：プブリウス・ウェンティディウス・バッスス、前執政官、於タウルス山、パルシニ（11月27日）
- 紀元前36年：グナエウス・ドミティウス・カルウィヌス 、前執政官、於ヒスパニア（7月17日）
- 紀元前36年：オクタウィアヌス（2回め）、国家再建三人委員、於シキリア（小凱旋式）（11月13日）
- 紀元前34年：ティトゥス・スタティルス・タウルス、前執政官、於アフリカ（6月30日）
- 紀元前34年：ガイウス・ソシウス、執政官代理、於ユダヤ（9月3日）
- 紀元前34年：ガイウス・ノルバヌス・フラックス、前執政官、於ヒスパニア（10月12日）
- 約17行欠落

- 紀元前28年：ガイウス・カッリナス、前執政官、於ガリア（7月14日）
- 紀元前28年：ルキウス・アウトロニウス・パエトゥス、前執政官、於アフリカ（8月16日）
- 紀元前27年：マルクス・リキニウス・クラッスス、前執政官、於トラキア、ゲタイ（7月4日）
- 紀元前27年：マルクス・ウァレリウス・メッサッラ・コルウィヌス、前執政官、於ガリア（9月25日）
- 紀元前26年：セクストゥス・アップレイウス、前執政官、於ヒスパニア（10月12日）
- 紀元前21年：ルキウス・センプロニウス・アトラティヌス、前執政官、於アフリカ（1月26日）
- 紀元前19年：ルキウス・コルネリウス・バルブス、執政官代理、於アフリカ（3月27日）

## 参考資料
- Fasti Triumphales
- Lange, Carsten Hjort (2013). “TRIUMPH AND CIVIL WAR IN THE LATE REPUBLIC”. Papers of the British School at Rome (British School at Rome) 81:  67-90. doi:10.1017/S0068246213000056. JSTOR 42706318.